# Campidoglio (Lansing)
Il Campidoglio di Lansing, o Campidoglio dello Stato del Michigan, è l'edificio che ospita l'istituzione politica esecutiva e legislativa dell'omonimo stato statunitense. È situato nella città di Lansing, il maggiore centro abitato della Contea di Ingham. La struttura attuale, situata all'incrocio tra i viali Capitol e Michigan, è stata riconosciuta come National Historic Landmark. In ordine cronologico, è il terzo edificio ad essere stato costruito al fine di ospitare il campidoglio del Michigan, a causa del trasferimento della capitale da Detroit a Lansing e di un incendio che ha distrutto il secondo edificio in legno.
Il primo campidoglio, situato a Detroit, prima capitale del Michigan, fu trasferito a Lansing nel 1847. Questo si rese necessario sia a causa dello sviluppo della parte occidentale dello Stato che alla maggiore distanza dal confine con la colonia canadese, mettendo così il campidoglio al sicuro dalle incursioni delle truppe britanniche provenienti dalla città di Windsor, in Ontario. L'edificio attuale, che sostituisce uno precedente costruito in legno, fu edificato nel gennaio del 1879 in stile neoclassico. Il campidoglio fu ristrutturato nel 1992 dopo un'opera di restauro durata tre anni.

## Storia

### Primo campidoglio

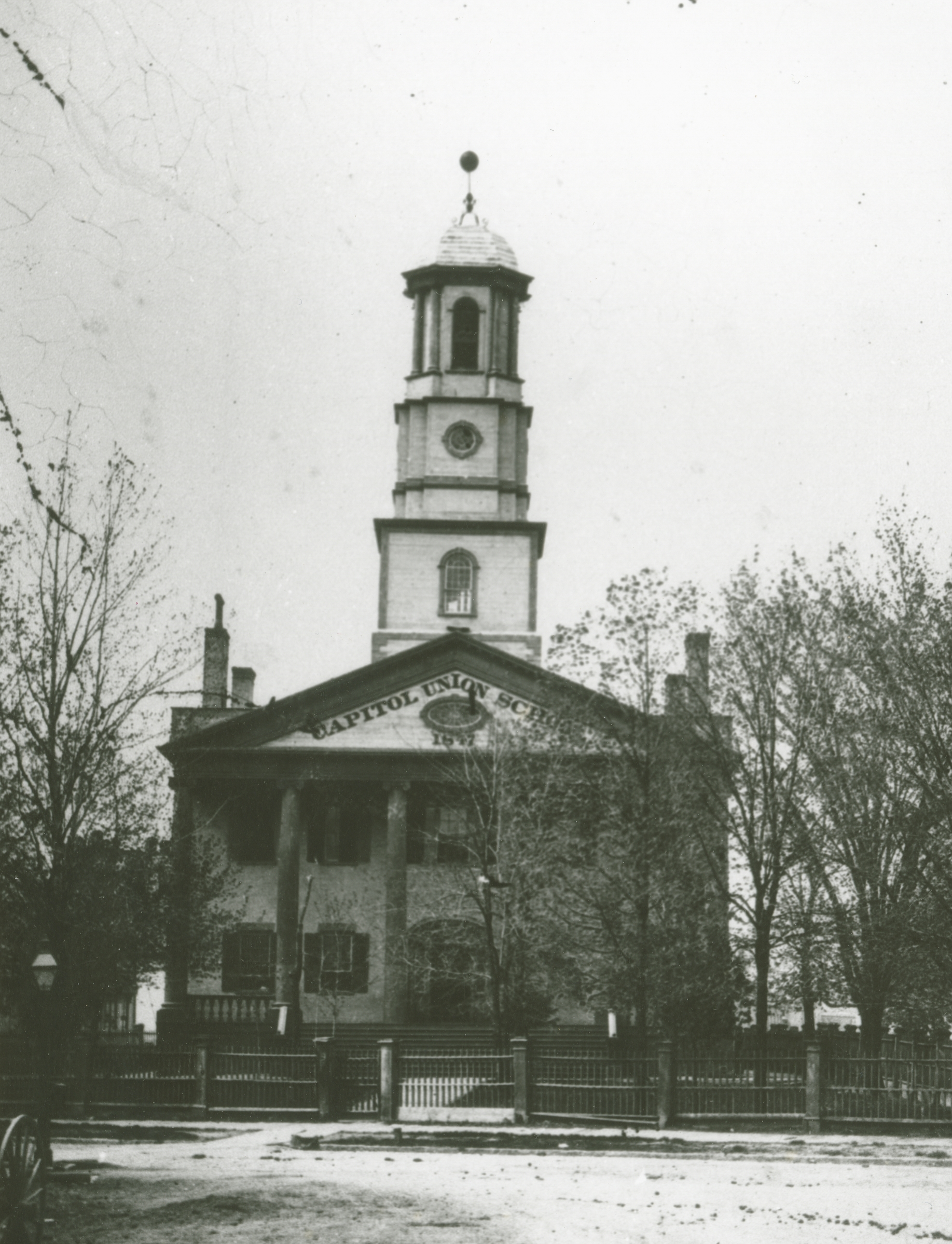
L'edificio originale del campidoglio, situato a Detroit (foto del 1847).

Il 13 luglio 1787 il secondo congresso continentale promosse l'unione del territorio del nord-ovest, creando così una nazione indipendente, che includeva anche il territorio dell'attuale Stato del Michigan. Lo stesso congresso, nel 1805, ridisegnò i confini della nazione e la divise in alcuni piccoli territori, fra cui quello che attualmente è coperto dal Michigan. Nel Michigan iniziò un periodo segnato da frequenti congressi e richieste per ottenere l'ingresso negli Stati Uniti; i congressi si erano svolti nella prima metà del 1832, benché questa proposta fosse stata precedentemente rifiutata dal Governatore Jackson a causa di una controversia con l'Ohio. Egli riteneva infatti che il Michigan non avrebbe potuto entrare a far parte degli Stati Uniti fino a quando non fosse stata risolta la Guerra di Toledo (1835-1836). Questo conflitto, che aveva interessato un'area di 1.210 km² in cui è situata la città di Toledo, era dovuto alla disputa di una piccola area, nota come la Striscia di Toledo. Utilizzando questo conflitto come pretesto, l'Ohio voleva fare in modo che il Michigan non entrasse a far parte degli Stati Uniti. Ciò nonostante, nel 1835, incurante del dissenso espresso dal congresso, il Michigan formò un governo di stato, seppure i confini con l'Ohio, non erano ancora stati completamente definiti.
La disputa dei confini culminò quindi in un conflitto noto come la Guerra di Toledo, durante il quale gli Stati del Michigan e dell'Ohio entrarono in guerra. In seguito alla guerra, che fu vinta dall'Ohio, il Michigan divenne il ventiseiesimo Stato degli Stati Uniti d'America il 26 gennaio 1837, con Detroit come capitale. Il primo edificio utilizzato come campidoglio fu quindi costruito nel 1832 e aveva la funzione di villa di corte territoriale. Questa struttura in mattoni fu una delle prime del Michigan ad essere costruita in stile neogreco, con un portico ornato da colonne ioniche e una torre centrale alta 42 metri. Costruito con una spesa di 24.500 dollari, l'edificio fu sede del governo territoriale e della legislatura di stato finché, in breve tempo, fu costruito a Lansing un nuovo edificio allo stesso scopo che fu completato il 17 marzo 1847. L'edificio di Detroit divenne poi una scuola pubblica (la Union School, che, insieme a quella di Detroit, era l'unico liceo del Michigan) e quindi una biblioteca, fino all'incendio avvenuto nel 1893.

### Secondo campidoglio
(Frase menzionata nella Costituzione del Michigan del 1835.)

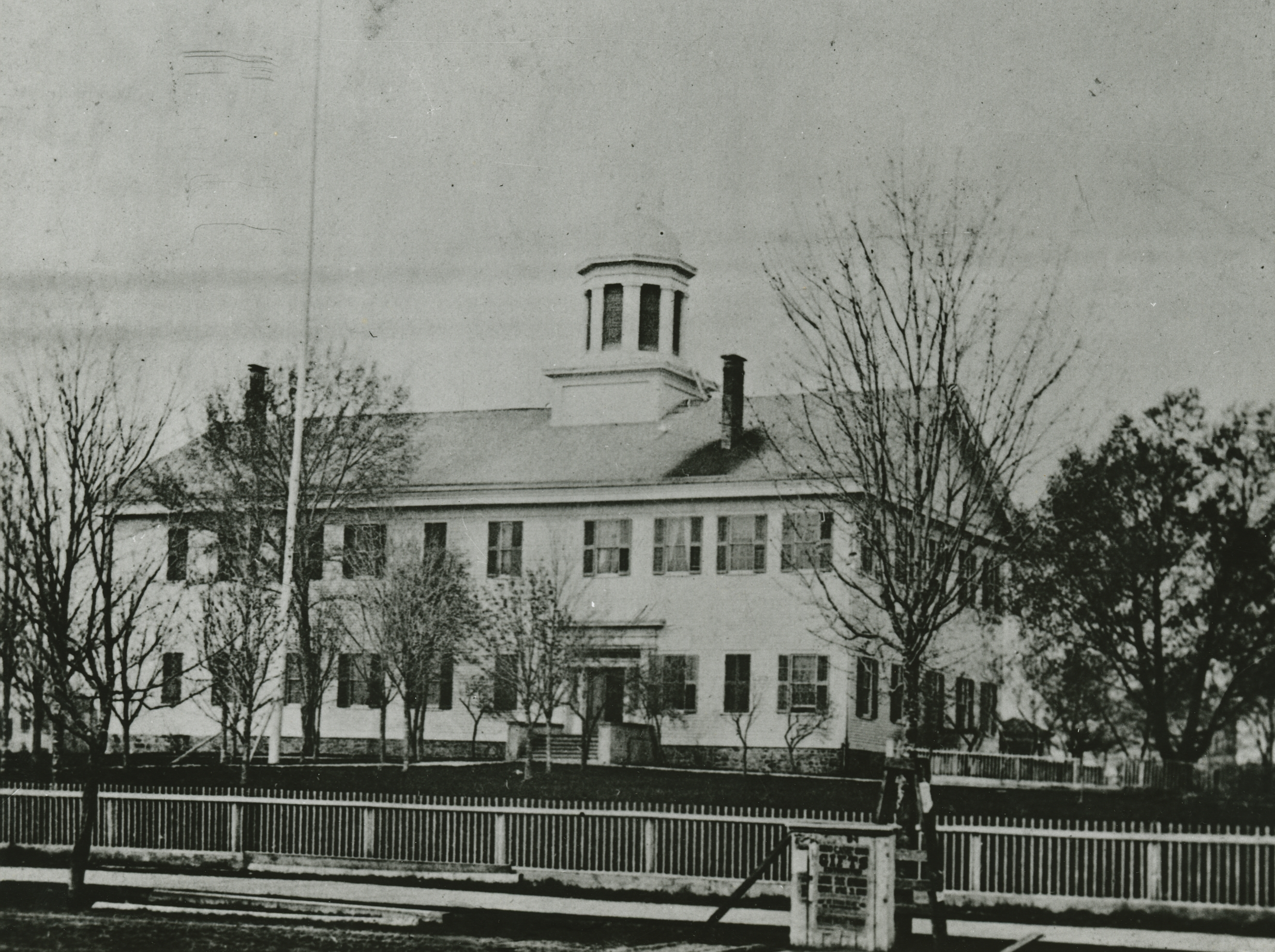
La struttura originale del campidoglio di Lansing prima del 1882.

Originariamente nel 1847, Detroit dichiarò di volere rimanere capitale, ma in seguito alla costante crescita della popolazione nella parte occidentale dello Stato, vi fu la necessità di spostare la capitale verso occidente. In particolare modo tale decisione apparve necessaria dopo la guerra del 1812, quando a causa della vicinanza con il Canada, la città di Detroit apparve eccessivamente esposta agli attacchi delle forze armate britanniche. Nel corso della guerra del 1812 Detroit venne assediata più volte proprio a causa della sua vicinanza con la città di Windsor, in Ontario e nonostante le due città fossero divise dal fiume Detroit entrambe le rive del fiume furono occupate dalle truppe britanniche. I sostenitori dello spostamento della capitale ritenevano infatti che, spostando il campidoglio in una città altrettanto importante e situata più all'interno, lo Stato del Michigan avrebbe avuto meno problemi a svolgere le proprie funzioni legislative.
In seguito furono proposte come capitali varie città, tra le quali Ann Arbor, Jackson e Grand Rapids. Ad un certo punto, gli ufficiali della città di Marshall, visti gli ultimi sviluppi, furono talmente sicuri che essa sarebbe divenuta la nuova capitale che si misero a costruire in anticipo una casa per ospitare il seguente governatore. Dopo un lungo dibattito, il senatore Joseph Kilbourne, proveniente dalla Contea di Ingham, propose come nuova capitale la città di Lansing, affermando che i dintorni cittadini inabitati di Lansing sarebbero stati ottimi per ospitare gli uffici del governo. I legislatori furono d'accordo sulla scelta di Lansing come sede degli uffici legislativi: si tratta di una località situata a nord di Ann Arbor, a ovest Detroit e a est Grand Rapids, in una posizione centrale. La città venne rinominata in Town of Michigan, anche se nel 1848 ritornò al suo nome originale di Lansing.
I lavori per la costruzione del primo campidoglio a Lansing iniziarono nel 1847, circa sullo stesso terreno sul quale sarebbe successivamente sorto il secondo campidoglio della città. Esso era una sede temporanea del Governo situata tra i viali Washington e Capitol. Il campidoglio era una semplice struttura a due piani in legno, le cui pareti esterne erano imbiancate di bianco e verde ed era coperta da una cupola. Il costo totale per la costruzione dell'edificio fu di 22.952 dollari. L'edificio fu poi venduto quando venne costruito il nuovo campidoglio, questa volta permanente, nei pressi di quello precedente, nel 1879. Il campidoglio dismesso fu in seguito utilizzato come fabbrica fino a quando, come avvenne per il primo campidoglio di Detroit, fu distrutto da un incendio, nel 1882.

### Terzo campidoglio

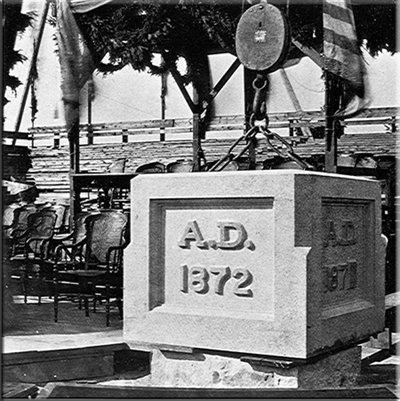
La pietra d'angolo, sulla quale è stata scolpita la data di fondazione del terzo campidoglio.

Negli anni 1870 il Governatore Henry Baldwin sentì il bisogno di avere una sede legislativa permanente. Il 31 marzo 1871 furono prese varie decisioni per l'erezione di un nuovo campidoglio con scopo di nuova sede legislativa permanente e ufficio temporaneo degli ufficiali. Il nuovo campidoglio costò 1.200.000 dollari, a causa di una tassa statale che fece aumentare i costi di costruzione di oltre 6 volte.
Nel 1872 all'architetto Elijah Myers, proveniente da Springfield (Illinois), fu quindi commissionato il progetto del nuovo campidoglio. Myers per il suo progetto si ispirò al Campidoglio di Washington del quale riprese innumerevoli dettagli architettonici, quali la cupola e la disposizione in pianta dell'edificio. In seguito egli utilizzò lo stesso progetto per i campidogli del Colorado e del Texas e quello, successivamente sostituito, dell'Idaho. La pietra d'angolo fu scolpita ed esposta per la prima volta al pubblico nel 1873 alla presenza di 7.000 residenti di Lansing e di oltre 30.000 visitatori. La costruzione del nuovo campidoglio iniziò nel 1878 e l'edificio, con le sue 139 stanze, fu dedicato al Governatore Charles Croswell. L'inaugurazione avvenne infine il 1º gennaio 1879.
Il campidoglio di Lansing ispirò una tendenza nazionale dopo la Guerra di secessione americana per i firewall come elementi decorativi sulle facciate degli edifici. Col passare del tempo, l'edificio, che inizialmente era stato imbiancato di un rosso con una punta di marrone, fu ridipinto con un bianco acceso. Il governo del Michigan finanziò un'intensiva ristrutturazione, la quale iniziò nel 1989 e terminò nel 1992. Dopo la ristrutturazione, il colore dei muri esterni restò invariato, mentre l'interno fu dipinto di bianco, salvando tuttavia gli affreschi del XIX secolo. Il 25 gennaio 1971 l'edificio fu incluso nella lista dei National Historic Landmark (NRHP, riferimento: numero 71000396) e divenendo a partire dal 5 ottobre 1992 un punto di riferimento storico nazionale.

## Architettura

### Interno

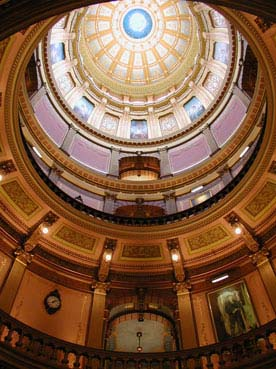
La rotonda dall'interno

Il Campidoglio di Lansing supera nel suo punto più alto i 267 piedi (ossia 81,3 metri) di altezza. L'edificio misura oltre 420 piedi (cioè circa 128 metri) di lunghezza ed è largo oltre 273 piedi (ossia 83,4 metri). La struttura occupa una superficie di 4 700 metri quadri e ha un perimetro di 1 520 piedi (circa 463 metri). L'edificio è strutturato su quattro livelli, con una entrata pubblica al piano terra. I piani superiori sono collegati al piano terra tramite le due scale che partono dai due corridoi al piano terra, quello settentrionale e quello meridionale.
In passato l'edificio fu ampliato per ospitare gli uffici di molte agenzie del Michigan, anche se ormai solo gli uffici della Legislatura del Michigan e del Governo e del Tenente hanno ancora la loro sede nel campidoglio, mentre ad esempio i vecchi uffici della Corte suprema del Michigan sono ora utilizzati dal senato locale. La biblioteca del Michigan e il centro storico di stato sono situati in un'altra ala della costruzione. Due uffici legislativi sono situati nell'altro lato del viale che ospita il campidoglio.
Il pianterreno ospita delle stanze storiche che sono state restaurate. Tra le stanze è compresa un'armeria situata nell'angolo sud-occidentale del corridoio. Il pavimento originale in legno fu sostituito da uno in marmo grigio. Le stanze, originariamente illuminate con impianti a gas naturale, durante la ristrutturazione, avvenuta all'inizio del XX secolo, furono dotate di impianti elettrici. Il pianterreno ospita anche alcuni uffici, tra i quali quello del segretariato, quello del senato, quello degli impiegati locali e quello delle informazioni alla visita del campidoglio.
Dal primo al terzo piano il pavimento è ricoperto da mattonelle bianche e nere di marmo del Vermont. Le maniglie delle porte sono perlopiù fatte con ottone e leghe di bronzo. Le maniglie e i cardini espongono lo stemma del Michigan. Benché le porte siano state costruite in legno di noce, l'attuale legno è l'albero simbolo del Michigan, il pino bianco occidentale (Pinus monticola), che fu dipinto per dare l'impressione del noce.
Dal primo piano invece si può accedere alla rotonda. Sotto la cupola che fu realizzata in ghisa, il soffitto è decorato con sei affreschi raffiguranti delle muse dipinti nel 1886. L'autore di questi affreschi è ignoto anche se c'è chi ritiene che possa essere stato Tommaso Juglaris, mentre secondo altri egli all'epoca risiedeva a Boston e non visitò mai il Michigan. Appeso al muro settentrionale del primo piano vi è un orologio, chiamato «l'orologio dalla corda lunga». Per diversi anni fu l'unico orologio situato nell'edificio, nonostante fosse stato esposto qui dopo la costruzione dell'edificio. L'orologio fu restaurato nel 1990.

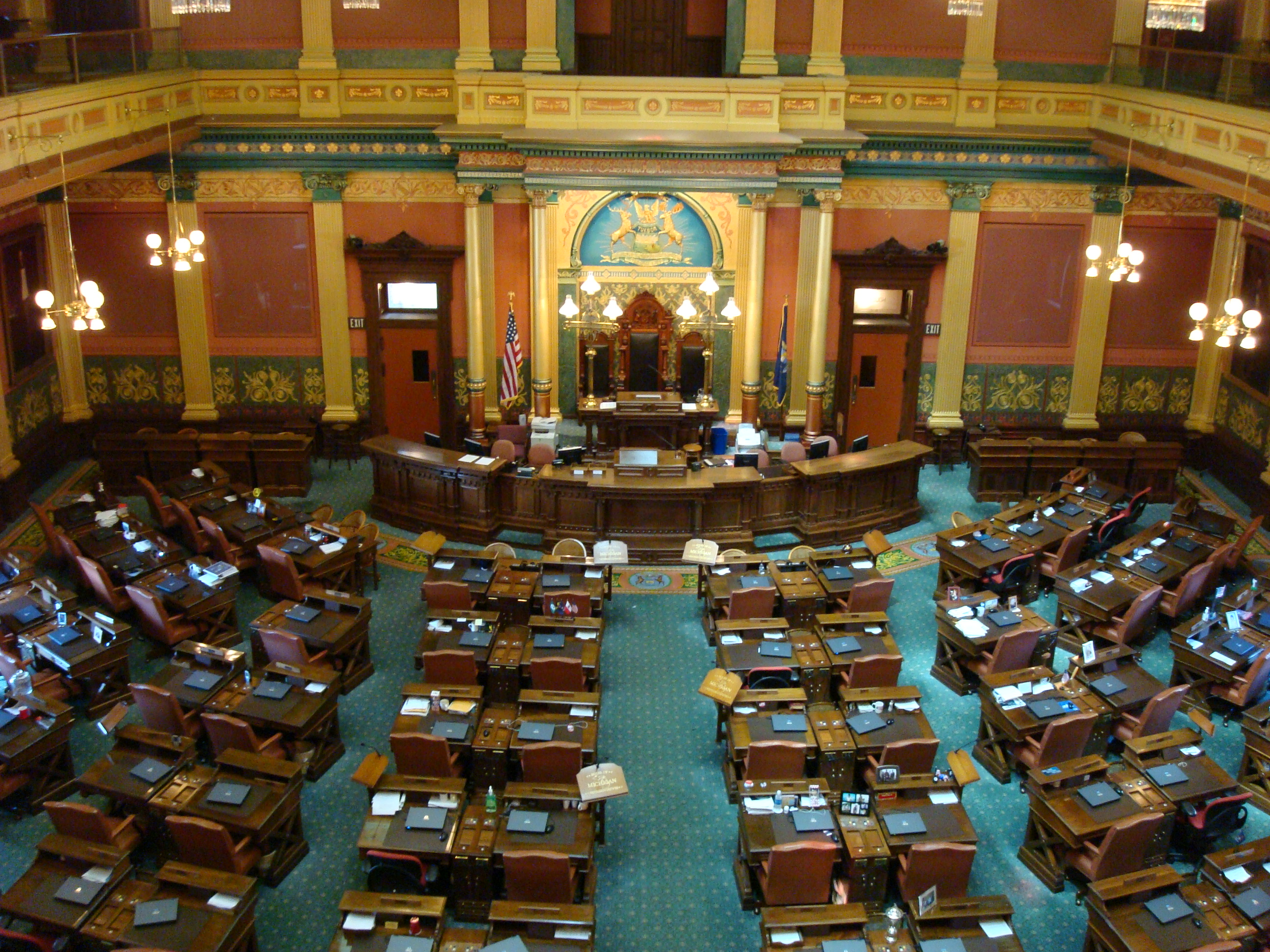
La camera del parlamento del Michigan

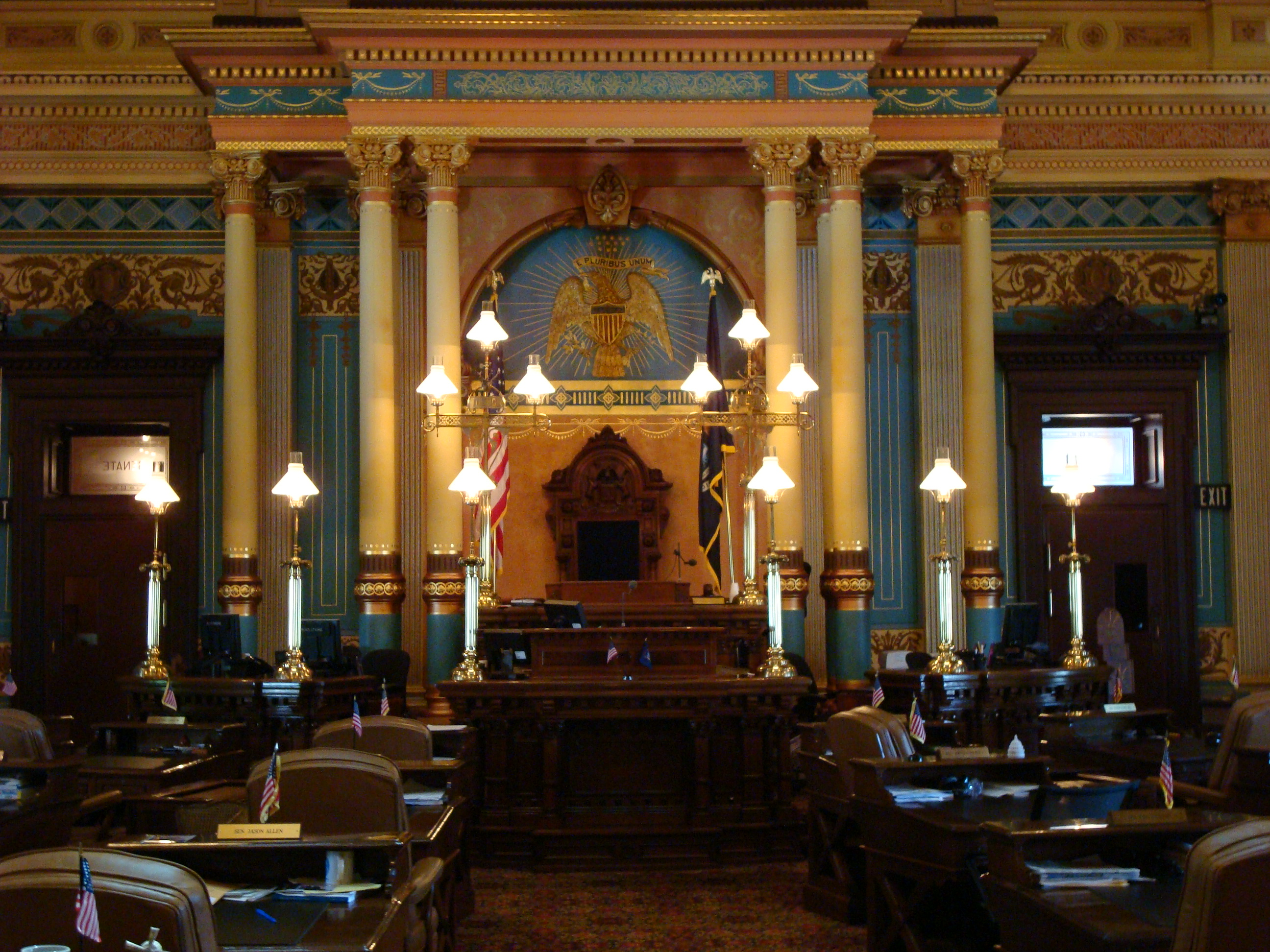
La camera del Senato del Michigan

Il secondo piano, che ospita gli uffici governativi, è caratterizzato dalla Galleria dei Presidenti, nella quale sono conservati i ritratti dei precedenti governatori del Michigan; essa si estende per la maggior parte del livello. Gli edifici governativi furono restaurati tra il 1989 e il 1992. L'ufficio principale è arredato con mobili fabbricati nel 1876 dalla compagnia Feige Brothers della città di Saginaw. Le camere una volta utilizzate dalla Corte suprema del Michigan si trovano nella parte meridionale dell'edificio. Esse furono sgomberate nel 1970 per spostare questi uffici presso la Casa di Giustizia del Michigan.
L'ingresso pubblico agli uffici legislativi si trova al terzo piano. L'edificio ospita infatti la legislatura di stato bicameralista, composta dalla Camera dei Rappresentanti e dal Senato del Michigan. I corridoi pubblici sono situati su entrambi i lati del livello. Il Senato, con trentotto membri, ha le sue camere nella parte meridionale dell'edificio, mentre la Camera dei Rappresentanti, con centodieci membri, lavora nell'ala settentrionale. Le sessioni della camera dei rappresentanti sono normalmente svolte tutti i martedì e tutti i mercoledì alle ore 13:00 e tutti i giovedì alle ore 10:30, mentre quelle del senato tutti i martedì, mercoledì e giovedì alle 10:00. I membri delle due istituzioni si riuniscono il lunedì e il venerdì. Le sessioni del senato e della camera dei rappresentanti vengono trasmesse tramite il programma Michigan Government Television, un servizio pubblico che va in onda sulle televisioni via cavo locali. Come il programma C-SPAN, Michigan Government Television ha trasmesso in diretta gli avvenimenti legislativi del Michigan a partire dal 15 luglio 1996.
Benché stiano sullo stesso piano, gli uffici della camera dei rappresentanti e del senato sono decorate in maniera differente, con le pareti color terra cotta e foglia di tè (la prima) e di blu e oro (la seconda). Un cartiglio ovale nel tappeto dinanzi all'entrata dell'ufficio della camera dei rappresentanti racchiude al suo interno vari fiori. Al di fuori della camera vi è la cassa, dietro la quale è affrescato lo stemma del Michigan. La camera del senato è più piccola di quella della camera. Il presidente del senato è un tenente, che presidia le sessioni da un podio in legno di noce situato davanti alle camere del senato. Entrambe le camere utilizzano sistemi di votazione computerizzati, includendo anche schermi piazzati sui muri dai quali i visitatori possono assistere alle assemblee. Le camere del parlamento e del senato dispongono di ampie vetrate che fanno filtrare la luce solare all'interno delle camereo consentendo una migliore illuminazione dell'interno dell'edificio. Su entrambe le vetrate sono rappresentati gli stemmi dei 50 stati che compongono gli Stati Uniti d'America.

### Esterno
Il frontone del campidoglio, situato sull'entrata principale dell'edificio, porta la scritta The Rise and Progress of Michigan, letteralmente Lo sviluppo e il progresso del Michigan. Sempre sul frontone al suo centro è raffigurata una figura femminile dai tratti tipici di quelli dei nativi americani, che rappresenta il Michigan. Questa porge un libro e un globo agli inquilini del suo Stato, promettendo un gioioso futuro. La figura femminile è inoltre circondata dai simboli economici per eccellenza del Michigan, un aratro, un cornucopia e un alloro che rappresenta la rigogliosa agricoltura. I simboli rappresentano, sebbene non esplicitamente, la pesca, il lavoro nelle miniere e la lavorazione del legname.

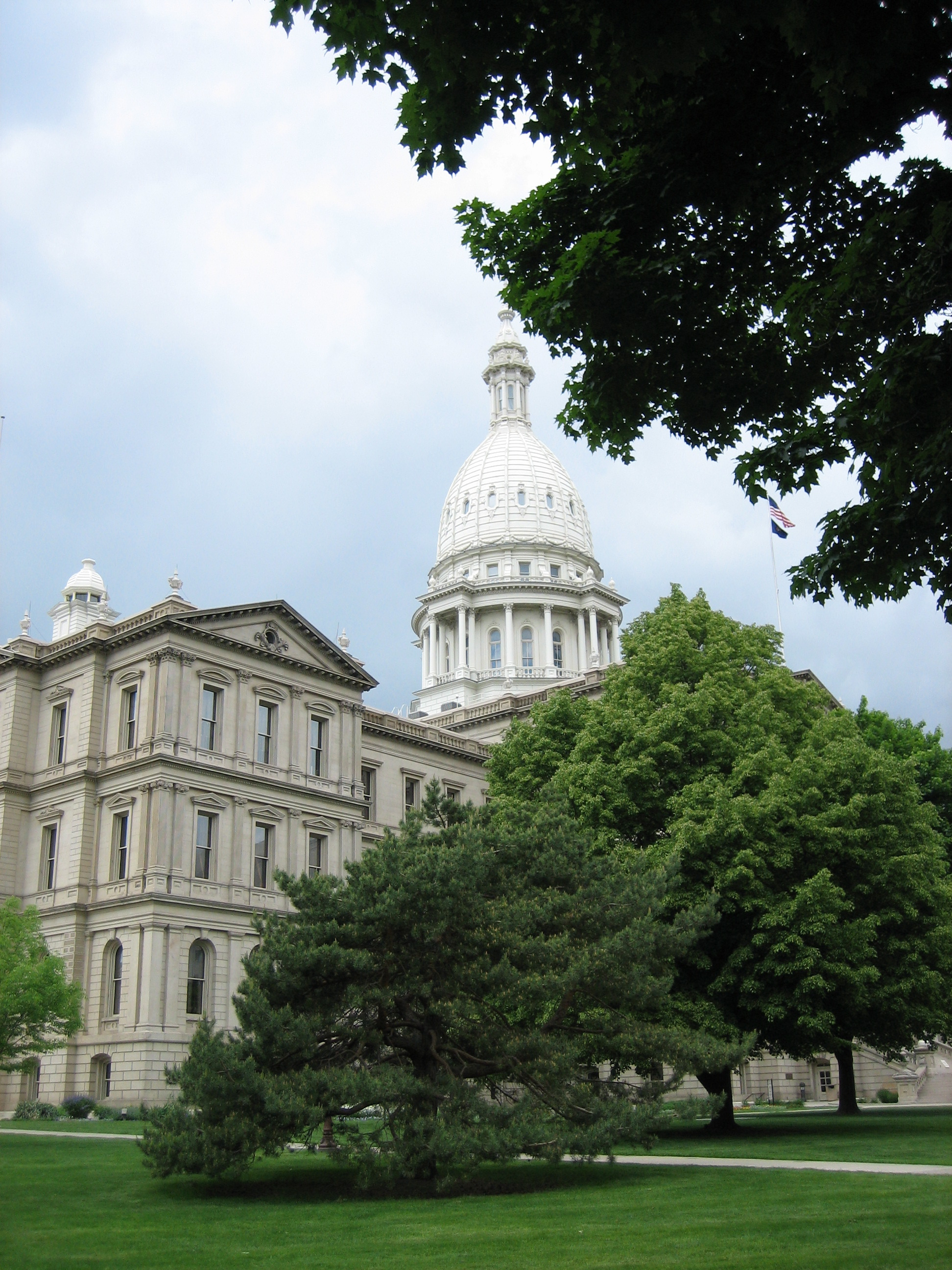
Veduta di parte del giardino.

La pietra d'angolo, situata nell'angolo nord-orientale dell'edificio, è una grande pietra nella quale sono state scolpite le date della fondazione e dell'inaugurazione del campidoglio. Da un lato la pietra riporta l'anno 1872, anno nel corso del quale furono iniziati i lavori di costruzione dell'edificio, sull'altro lato è riportata la data 1878, anno nel corso del quale l'edificio fu completato. La pietra fu mostrata al pubblico dettagliatamente durante una cerimonia politica il 15 novembre 1978, per la ricorrenza del centesimo anniversario della costruzione dell'edificio. Nel corso degli anni la pietra fu però più volte danneggiata dagli agenti atmosferici, motivo per il quale dovette essere ripetutamente restaurata. Durante una delle sue restaurazioni furono aggiunti trentotto nuovi dettagli che descriverebbero la storia, la demografia e la cultura del Michigan. Un'altra pietra di rilievo all'interno dell'edificio è la GAR Stone, un memoriale ai veterani della Guerra civile americana. Quest'ultima fu scolpita nel 1924.
Il giardino del campidoglio ospita diversi alberi, tra questi un pino bianco orientale (Pinus strobus), l'albero che simboleggia il Michigan, che si trova davanti alla facciata principale dell'edificio e il cosiddetto Doctor Martin Luther King Junior Tree (o Albero di Martin Luther King), che fu piantato in memoria a Martin Luther King nel 1984. Il più vecchio albero del giardino è una Catalpa, che si trova qui dal 1873. Secondo le fonti dell'Associazione Forestale Americana questa catalpa sarebbe l'albero più vecchio del suo genere negli Stati Uniti d'America. Un altro albero presente nel giardino è un peccio blu (Picea pungens), anche detto l'Albero della Libertà, che fu piantato nel 1973 come memoriale dei prigionieri e dei guerrieri che hanno combattuto nella Guerra del Vietnam.